# Paul Paray
Paul Paray (n. 24 mai 1886, Le Tréport - d. 10 octombrie 1979, Monte Carlo) a fost un dirijor și un compozitor francez. Șef de orchestră al Concertelor Lamoureux, la Opera din Monte-Carlo. Fondator al orchestrei din Detroit.
1. 1 2  Paul Paray, Roglo
2. ↑  „Paul Paray”, Gemeinsame Normdatei, accesat în 4 mai 2014
3. 1 2  Paul Paray, SNAC, accesat în 9 octombrie 2017
4. 1 2  Paul Paray, annuaire prosopographique: la France savante, accesat în 9 octombrie 2017
5. 1 2  Paul Paray, Discogs, accesat în 9 octombrie 2017
6. 1 2  Departmental archives of Seine-Maritime
7. ↑  Autoritatea BnF, accesat în 10 octombrie 2015
8. ↑  CONOR.SI[*] Verificați valoarea |titlelink= (ajutor)